# Иван Перишић
Иван Перишић (Сплит, 2. фебруар 1989) јесте хрватски фудбалер који игра на позицији везног играча. Тренутно наступа за Хајдук Сплит. Такође је део хрватске фудбалске репрезентације.

## Почетак каријере
Иван је своју фудбалску каријеру започео у локалном Хајдуку из Сплита. Једну сезону је провео у омладинском погону клуба, а онда у јуну 2006. године одлази у омладински тим Сошоа за 350.000 евра.

### Сошо
Након годину дана у омладинском тиму, прелази у први тим Сошоа. Након шест месеци проведених у првом тиму, није се изборио за наступ у стартних једанаест. Због тога је послат на позајмицу у белгијски Рошлагн. У наредних шест месеци се изборио за стартних једанаест, дао четири гола и имао једну асистенцију. Постао је један од најбољих играча. У јуну 2009. године се враћа са позајмице у Сошо, а онда у августу прелази у клуб Бриж за 200.000 евра.

### Бриж
У Брижу Иван заблистава пуним сјајем. Дебитује у Лиги Европе, и на осам утакмица даје 4 гола и две асистенције. Тада је у две утакмице Брижа против Партизана дао два гола и имао једну асистенцију. У белгијском првенству је на 23 утакмице дао шест голова и имао четири асистенције. У наредној сезони је био други стрелац лиге са 16 голова на 27 утакмица, имао је и 8 асистенција.

## Репрезентација
За хрватску репрезентацију је дебитовао 26. марта 2011. године у поразу Хрватске против Грузије. Тада је одиграо последњих пола сата утакмице. До тада је био редован члан свих омладинских селекција Хрватске.

## Трофеји

### Борусија Дортмунд
- Бундеслига (1) : 2011/12.
- Куп Немачке (1) : 2011/12.

### Волфсбург
- Куп Немачке (1) : 2014/15.
- Суперкуп Немачке (1) : 2015.

### Бајерн Минхен
- Бундеслига (1) : 2019/20.
- Куп Немачке (1) : 2019/20.
- Лига шампиона (1) : 2019/20.

### Интер
- Серија А (1) : 2020/21.
- Куп Италије (1) : 2021/22.
- Суперкуп Италије (1) : 2021.